# Lijst van 3DO-spellen
Dit is een lijst van computerspellen voor 3DO.
| Titel                                                               | Jaar | Uitgever                                                                  | Genre                                          |
| ------------------------------------------------------------------- | ---- | ------------------------------------------------------------------------- | ---------------------------------------------- |
| 3DO Action Pak                                                      | 1995 | The 3DO Company                                                           | Compilatiespel                                 |
| 3DO Maniac Pack                                                     | 1995 | Interplay Productions                                                     | Compilatiespel                                 |
| Alone in the Dark                                                   | 1994 | Interplay Productions Pony Canyon                                         | Actiespel                                      |
| Alone in the Dark 2                                                 | 1995 | Interplay Productions                                                     | Actiespel                                      |
| Autobahn Tokio                                                      | 1995 | Matsushita Electric Industrial                                            | Autoracespel                                   |
| Ballz: The Director's Cut                                           | 1995 | Panasonic Software Company                                                | Actiespel                                      |
| Battle Chess                                                        | 1993 | Electronic Arts Interplay Productions                                     | Strategiespel                                  |
| Battle Pinball                                                      | 1994 | Matsushita Electric Industrial                                            | Actiespel                                      |
| Battlesport                                                         | 1995 | The 3DO Company                                                           | Actiespel Sportspel                            |
| BC Racers                                                           | 1995 | LG Electronics                                                            | Autoracespel                                   |
| Blade Force                                                         | 1995 | The 3DO Company                                                           | Actiespel                                      |
| Blue Forest Story: Kaze no Fūin                                     | 1996 | Right Stuff                                                               | RPG                                            |
| Brain Dead 13                                                       | 1996 | ReadySoft Incorporated                                                    | Actiespel                                      |
| Burning Soldier                                                     | 1994 | Panasonic Software Company                                                | Actiespel                                      |
| Bust-A-Move                                                         | 1995 | Matsushita Electric Corporation of America                                | Strategiespel                                  |
| Cannon Fodder                                                       | 1994 | Virgin Interactive Entertainment                                          | Actiespel Strategiespel                        |
| Captain Quazar                                                      | 1996 | The 3DO Company                                                           | Actiespel                                      |
| Casper                                                              | 1996 | Interplay Productions                                                     | Avonturenspel                                  |
| Club 3DO: Station Invasion                                          | 1994 | Studio 3DO                                                                | Educatiespel                                   |
| Corpse Killer                                                       | 1995 | Digital Pictures                                                          | Actiespel                                      |
| Cowboy Casino                                                       | 1994 | IntelliPlay                                                               | Strategiespel                                  |
| Crash 'n Burn                                                       | 1993 | Crystal Dynamics                                                          | Autoracespel                                   |
| Creature Shock                                                      | 1996 | Virgin Interactive Entertainment                                          | Actiespel                                      |
| Crime Patrol                                                        | 1994 | American Laser Games                                                      | Actiespel                                      |
| Cyberdillo                                                          | 1996 | Panasonic Interactive Media                                               | Actiespel                                      |
| Cyberia                                                             | 1996 | Electronic Arts Interplay Productions                                     | Actiespel                                      |
| D                                                                   | 1995 | Panasonic Software Company San-Ei Shobo Publishing                        | Actiespel Avonturenspel                        |
| The Daedalus Encounter                                              | 1995 | Virgin Interactive Entertainment                                          | Avonturenspel                                  |
| Deathkeep                                                           | 1995 | Strategic Simulations                                                     | Actiespel RPG                                  |
| Defcon 5                                                            | 1996 | Multisoft                                                                 | Actiespel Strategiespel                        |
| Demolition Man                                                      | 1994 | Virgin Interactive Entertainment                                          | Actiespel                                      |
| Dinopark Tycoon                                                     | 1994 | MECC                                                                      | Educatiespel Simulatiespel Strategiespel       |
| Doctor Hauzer                                                       | 1994 | Matsushita Electric Industrial                                            | Avonturenspel                                  |
| Doom                                                                | 1996 | Art Data Interactive                                                      | Actiespel                                      |
| Dragon Lore: The Legend Begins                                      | 1994 | Mindscape                                                                 | Avonturenspel                                  |
| Dragon's Lair                                                       | 1994 | ReadySoft Incorporated                                                    | Actiespel                                      |
| Drug Wars                                                           | 1995 | American Laser Games                                                      | Actiespel                                      |
| Escape from Monster Manor                                           | 1993 | Electronic Arts                                                           | Actiespel                                      |
| Family Feud                                                         | 1994 | GameTek                                                                   | Strategiespel                                  |
| Fatty Bear's Birthday Surprise                                      | 1993 | Humongous Entertainment                                                   | Avonturenspel Educatiespel                     |
| Fatty Bear's FunPack                                                | 1993 | Humongous Entertainment                                                   | Educatiespel                                   |
| FIFA International Soccer                                           | 1994 | Electronic Arts                                                           | Sportspel                                      |
| Flashback                                                           | 1993 | U.S. Gold Interplay Productions                                           | Actiespel                                      |
| Flying Nightmares                                                   | 1995 | Domark Software                                                           | Simulatiespel                                  |
| Foes of Ali                                                         | 1995 | Electronic Arts                                                           | Sportspel                                      |
| Fun 'N Games                                                        | 1995 | Panasonic Interactive Media                                               | Actiespel                                      |
| Gex                                                                 | 1995 | BMG Interactive Entertainment Crystal Dynamics                            | Actiespel                                      |
| Gridders                                                            | 1994 | The 3DO Company                                                           | Strategiespel                                  |
| Guardian War                                                        | 1993 | Matsushita Electric Corporation of America Matsushita Electric Industrial | RPG                                            |
| Gunslinger Collection                                               | 1995 | American Laser Games                                                      | Actiespel                                      |
| Hell: A Cyberpunk Thriller                                          | 1994 | Take-Two Interactive Software GameTek                                     | Avonturenspel                                  |
| The Horde                                                           | 1994 | BMG Interactive Entertainment Crystal Dynamics                            | Actiespel Strategiespel                        |
| Icebreaker                                                          | 1995 | Panasonic Software Company                                                | Actiespel Strategiespel                        |
| Idol Janshi Suchie-Pai Special                                      | 1995 | Jaleco                                                                    | Strategiespel                                  |
| Immercenary                                                         | 1995 | Electronic Arts                                                           | Actiespel                                      |
| The Incredible Machine                                              | 1994 | T&E Soft Dynamix                                                          | Strategiespel                                  |
| Iron Angel of the Apocalypse                                        | 1994 | Synergy Interactive                                                       | Actiespel                                      |
| Iron Angel of the Apocalypse: The Return                            | 1995 | Synergy Interactive                                                       | Actiespel                                      |
| Jammit                                                              | 1994 | GTE Entertainment                                                         | Sportspel                                      |
| J.B. Harold: Blue Chicago Blues                                     | 1995 | Riverhill Soft                                                            | Avonturenspel                                  |
| John Madden Football                                                | 1994 | Electronic Arts                                                           | Sportspel                                      |
| Johnny Bazookatone                                                  | 1996 | U.S. Gold                                                                 | Actiespel                                      |
| Jurassic Park Interactive                                           | 1994 | Universal Interactive                                                     | Actiespel Autoracespel                         |
| Killing Time                                                        | 1995 | The 3DO Company                                                           | Actiespel                                      |
| Kingdom: The Far Reaches                                            | 1995 | Interplay Productions                                                     | Avonturenspel                                  |
| Lemmings                                                            | 1994 | Electronic Arts Psygnosis Limited                                         | Strategiespel                                  |
| The Last Bounty Hunter                                              | 1995 | American Laser Games                                                      | Actiespel                                      |
| The Life Stage                                                      | 1993 | Matsushita Electric Industrial                                            | Educatiespel                                   |
| Lost Eden                                                           | 1995 | Virgin Interactive Entertainment                                          | Avonturenspel                                  |
| The Lost Files of Sherlock Holmes: The Case of the Serrated Scalpel | 1994 | Electronic Arts                                                           | Avonturenspel                                  |
| Lucienne's Quest                                                    | 1995 | Panasonic Software Company Microcabin                                     | RPG                                            |
| Mad Dog II: The Lost Gold                                           | 1994 | American Laser Games                                                      | Actiespel                                      |
| Mad Dog McCree                                                      | 1994 | Crystal Dynamics                                                          | Actiespel                                      |
| Mahjong Gokū Tenjiku                                                | 1994 | ASCII Corporation                                                         | Strategiespel                                  |
| Mazer                                                               | 1995 | American Laser Games                                                      | Actiespel                                      |
| MegaRace                                                            | 1994 | Multisoft Mindscape                                                       | Actiespel Autoracespel                         |
| Microcosm                                                           | 1994 | Psygnosis Limited T&E Soft                                                | Actiespel                                      |
| Mind Teazzer                                                        | 1994 | Vivid Interactive                                                         | Strategiespel                                  |
| Myst                                                                | 1995 | Panasonic Software Company                                                | Avonturenspel                                  |
| The Need for Speed                                                  | 1994 | Electronic Arts                                                           | Autoracespel                                   |
| NeuroDancer                                                         | 1994 | PIXIS Interactive                                                         | Actiespel                                      |
| Night Trap                                                          | 1994 | Virgin Interactive Entertainment Virgin Games                             | Strategiespel                                  |
| N.O.B.: Neo Organic Bioform                                         | 1995 | Sanyo Electric                                                            | RPG                                            |
| Nobunaga no Yabō: Haōden                                            | 1994 | KOEI                                                                      | Strategiespel                                  |
| Novastorm                                                           | 1994 | Psygnosis Limited                                                         | Actiespel                                      |
| Off-World Interceptor                                               | 1994 | Crystal Dynamics                                                          | Actiespel Autoracespel                         |
| Olympic Games: Atlanta 1996                                         | 1996 | U.S. Gold                                                                 | Simulatiespel Sportspel                        |
| Olympic Soccer                                                      | 1996 | Eidos Interactive U.S. Gold Panasonic Interactive Media                   | Sportspel                                      |
| Out of This World                                                   | 1994 | Electronic Arts Interplay Productions                                     | Actiespel                                      |
| Panzer General                                                      | 1995 | Strategic Simulations                                                     | Strategiespel                                  |
| PaTaank                                                             | 1994 | PF Magic                                                                  | Actiespel                                      |
| Pebble Beach Golf Links                                             | 1995 | Panasonic Interactive Media                                               | Sportspel                                      |
| The Perfect General                                                 | 1996 | Kirin Entertainment                                                       | Strategiespel                                  |
| PGA Tour 96                                                         | 1995 | Electronic Arts                                                           | Sportspel                                      |
| Phoenix 3                                                           | 1995 | Studio 3DO                                                                | Actiespel                                      |
| Plumbers Don't Wear Ties                                            | 1994 | Kirin Entertainment                                                       | Avonturenspel                                  |
| PO'ed                                                               | 1995 | Accolade Any Channel                                                      | Actiespel                                      |
| Policenauts                                                         | 1995 | Konami                                                                    | Avonturenspel                                  |
| Primal Rage                                                         | 1995 | Time Warner Interactive                                                   | Actiespel                                      |
| Princess Maker 2                                                    | 1995 | Microcabin                                                                | RPG Simulatiespel                              |
| Psychic Detective                                                   | 1995 | Electronic Arts                                                           | Avonturenspel                                  |
| Putt-Putt Goes to the Moon                                          | 1994 | Humongous Entertainment                                                   | Avonturenspel Educatiespel                     |
| Putt-Putt Joins the Parade                                          | 1993 | Humongous Entertainment                                                   | Avonturenspel Educatiespel                     |
| Putt-Putt's Fun Pack                                                | 1994 | Humongous Entertainment                                                   | Actiespel Educatiespel Strategiespel           |
| Quarantine                                                          | 1994 | GameTek                                                                   | Actiespel Autoracespel                         |
| Quarterback Attack                                                  | 1995 | Digital Pictures                                                          | Sportspel                                      |
| Real Pinball                                                        | 1994 | Panasonic Software Company                                                | Simulatiespel                                  |
| Return Fire                                                         | 1995 | Prolific Publishing                                                       | Actiespel                                      |
| Return Fire: Maps O' Death                                          | 1995 | Prolific Publishing                                                       | Actiespel                                      |
| Return to Zork                                                      | 1996 | Activision                                                                | Avonturenspel                                  |
| Rise of the Robots                                                  | 1995 | Absolute Entertainment                                                    | Actiespel                                      |
| Road Rash                                                           | 1994 | Electronic Arts                                                           | Actiespel Autoracespel Simulatiespel Sportspel |
| Robinson's Requiem                                                  | 1996 | ReadySoft Incorporated                                                    | Avonturenspel RPG Simulatiespel                |
| Romance of the Three Kingdoms IV: Wall of Fire                      | 1995 | KOEI                                                                      | Strategiespel                                  |
| Samurai Shodown                                                     | 1994 | BMG Japan Crystal Dynamics                                                | Actiespel                                      |
| Scramble Cobra                                                      | 1995 | Panasonic Software Company                                                | Actiespel                                      |
| Seal of the Pharaoh                                                 | 1994 | Panasonic Software Company                                                | RPG                                            |
| Sesame Street: Numbers                                              | 1994 | EA*Kids                                                                   | Educatiespel                                   |
| Sewer Shark                                                         | 1994 | Hasbro                                                                    | Actiespel                                      |
| Shadow: War of Succession                                           | 1994 | Tribeca Interactive T&E Soft                                              | Actiespel                                      |
| Shanghai: Triple-Threat                                             | 1994 | Activision                                                                | Strategiespel                                  |
| Shock Wave                                                          | 1994 | Electronic Arts                                                           | Actiespel                                      |
| Shock Wave 2: Beyond the Gate                                       | 1995 | Electronic Arts                                                           | Actiespel                                      |
| Shock Wave: Operation JumpGate                                      | 1994 | Electronic Arts                                                           | Actiespel                                      |
| Slam 'N Jam '95                                                     | 1995 | Crystal Dynamics                                                          | Actiespel Sportspel                            |
| Slayer                                                              | 1994 | T&E Soft Strategic Simulations                                            | Actiespel RPG                                  |
| Snow Job                                                            | 1995 | The 3DO Company                                                           | Avonturenspel                                  |
| Soccer Kid                                                          | 1994 | Studio 3DO                                                                | Actiespel                                      |
| Space Ace                                                           | 1995 | ReadySoft Incorporated                                                    | Actiespel                                      |
| Space Hulk: Vengeance of the Blood Angels                           | 1995 | Electronic Arts                                                           | Actiespel Strategiespel                        |
| Space Pirates                                                       | 1994 | American Laser Games                                                      | Actiespel                                      |
| Space Shuttle                                                       | 1994 | The Software Toolworks                                                    | Actiespel Educatiespel                         |
| Starblade                                                           | 1994 | Panasonic Software Company                                                | Actiespel                                      |
| Star Control II                                                     | 1994 | Crystal Dynamics                                                          | Actiespel RPG                                  |
| Starfighter 3000                                                    | 1996 | Studio 3DO                                                                | Actiespel                                      |
| Star Wars: Rebel Assault                                            | 1994 | LucasArts Entertainment Company LLC Electronic Arts                       | Actiespel                                      |
| Stellar 7: Draxon's Revenge                                         | 1993 | T&E Soft Dynamix                                                          | Actiespel Simulatiespel                        |
| Strahl                                                              | 1995 | Panasonic Software Company                                                | Actiespel                                      |
| Super Real Mahjong PV                                               | 1995 | SETA Corporation                                                          | Strategiespel                                  |
| Super Street Fighter II Turbo                                       | 1994 | Matsushita Electric Corporation of America                                | Actiespel                                      |
| Super Wing Commander                                                | 1994 | Electronic Arts                                                           | Actiespel Simulatiespel                        |
| Supreme Warrior                                                     | 1994 | Digital Pictures                                                          | Actiespel                                      |
| Syndicate                                                           | 1995 | Electronic Arts                                                           | Actiespel Strategiespel                        |
| Theme Park                                                          | 1994 | Electronic Arts                                                           | Strategiespel                                  |
| Total Eclipse                                                       | 1994 | Crystal Dynamics                                                          | Actiespel                                      |
| Trip'd                                                              | 1995 | Panasonic Software Company                                                | Strategiespel                                  |
| True Golf Classics: Waialae Country Club                            | 1994 | Panasonic Interactive Media                                               | Sportspel                                      |
| True Golf Classics: Wicked 18                                       | 1995 | Panasonic Interactive Media                                               | Sportspel                                      |
| Twisted: The Game Show                                              | 1993 | Electronic Arts                                                           | Educatiespel Strategiespel                     |
| Ultraman Powered                                                    | 1994 | Bandai                                                                    | Actiespel                                      |
| Virtuoso                                                            | 1994 | Data East Corporation Imagineer                                           | Actiespel                                      |
| VR Stalker                                                          | 1994 | American Laser Games                                                      | Actiespel Simulatiespel                        |
| Way of the Warrior                                                  | 1994 | Universal Interactive                                                     | Actiespel                                      |
| Who Shot Johnny Rock?                                               | 1994 | American Laser Games                                                      | Actiespel                                      |
| Wing Commander III: Heart of the Tiger                              | 1995 | ORIGIN Systems                                                            | Actiespel Simulatiespel                        |
| Winning Post                                                        | 1994 | KOEI                                                                      | Simulatiespel Sportspel                        |
| Wolfenstein 3D                                                      | 1995 | Electronic Arts Interplay Productions                                     | Actiespel                                      |
| World Cup Golf: Hyatt Dorado Beach                                  | 1994 | U.S. Gold                                                                 | Sportspel                                      |
| Zhadnost: The People's Party                                        | 1995 | Studio 3DO                                                                | Actiespel Strategiespel                        |